# Зиґмунт Зєлінський

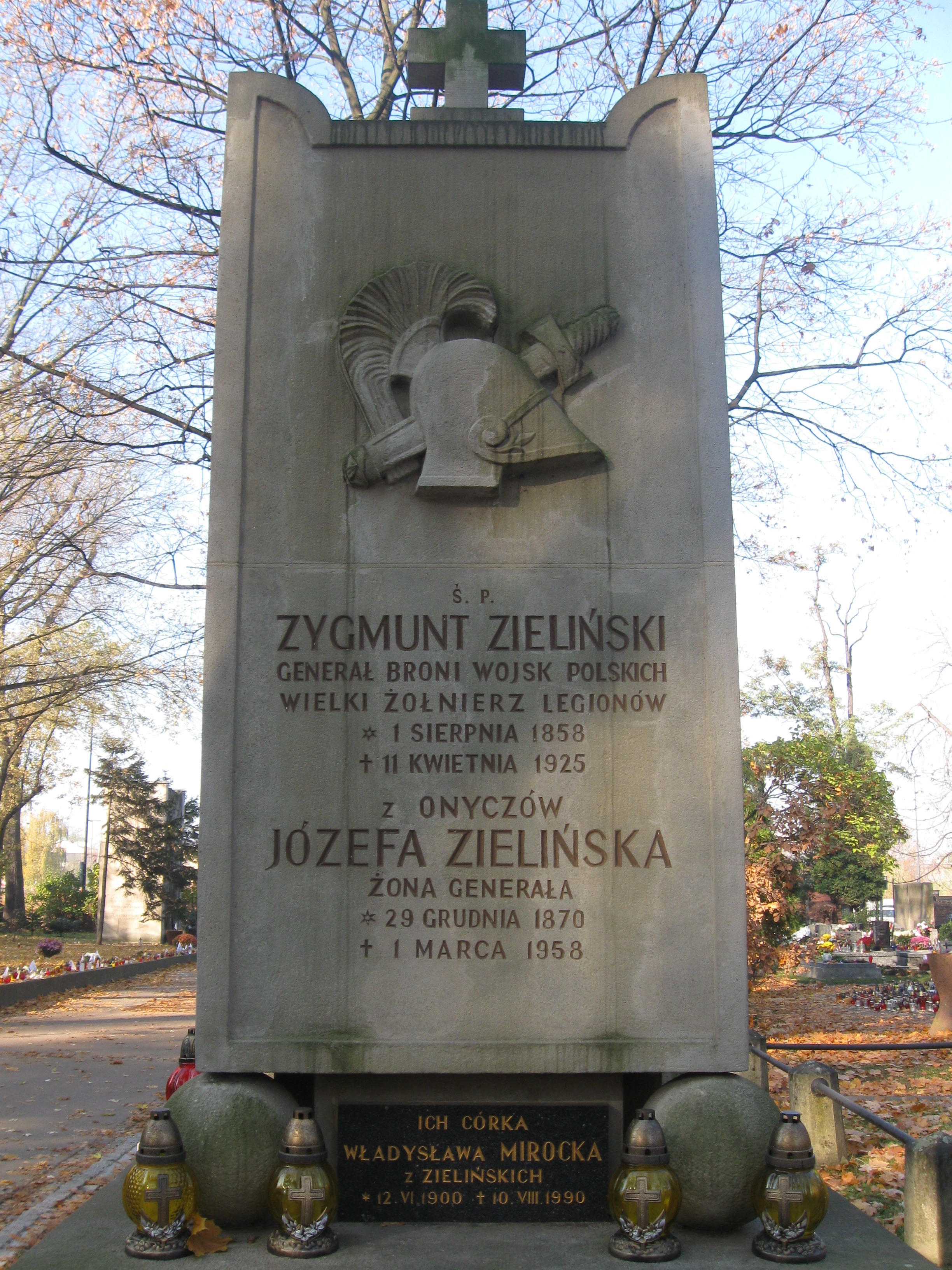
Сімейна гробниця ген. Зигмунта Зєлінського на Раковицькому цвинтарі в Кракові

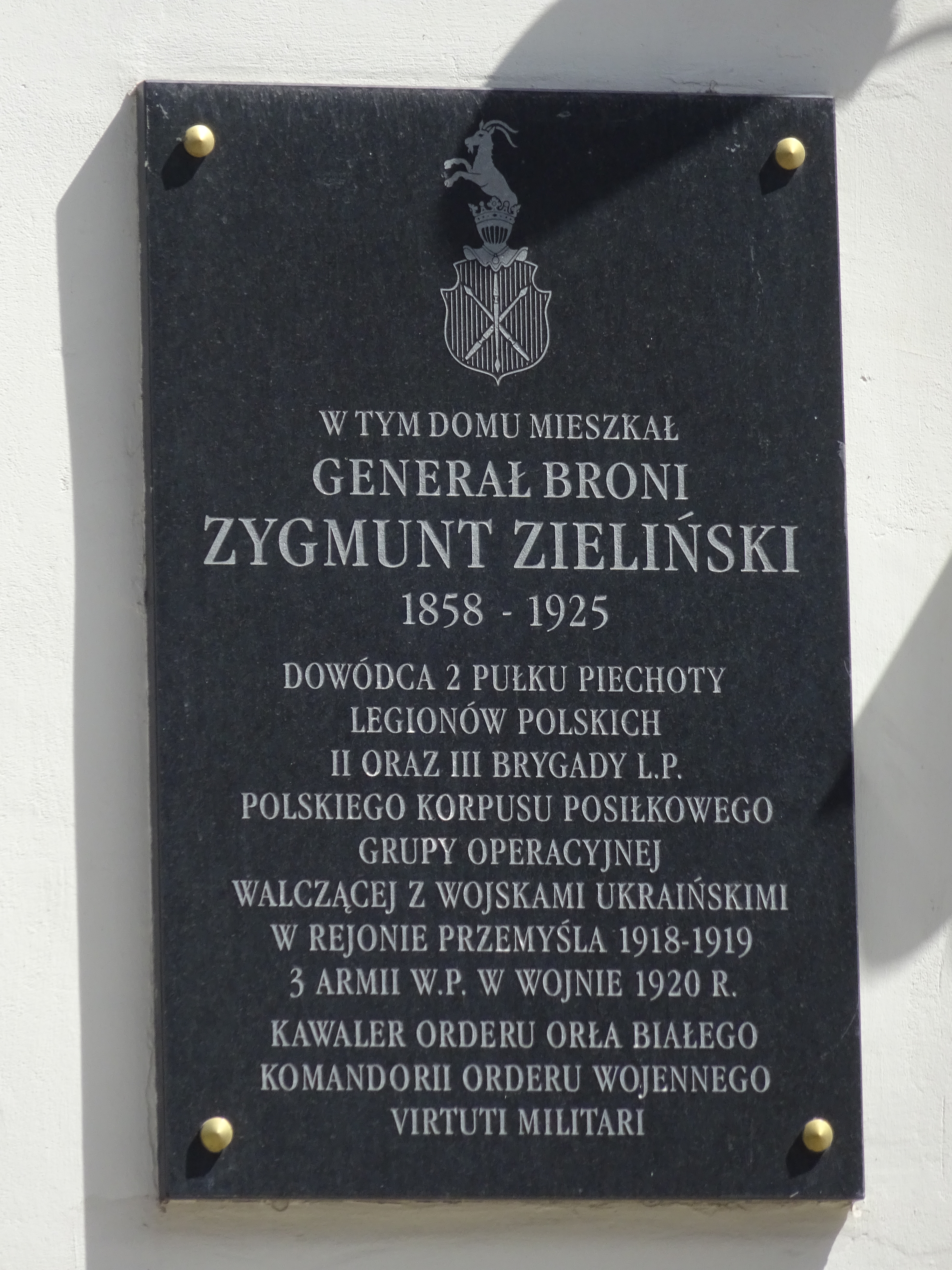
Табличка на багатоквартирному будинку за адресою вул. Гарнцарська 4 у Кракові, на згадку про те, що в цьому багатоквартирному будинку проживав ген. Зигмунт Зелінський

Зигмунт Зелінський  (пол. Zygmunt Zieliński, нар. 1 серпня 1858 року в Жешотарах, помер 11 квітня 1925 року в Кракові) — генерал-лейтенант Війська Польського, кавалер Ордена Білого Орла та ордена Virtuti Militari.

## Біографія
Народився 1 серпня 1858 року в селі Жешотари в Малопольщі в родині повстанця 1863 року Павла Аристоряна та Юзефи, уродженої Клевської. Дитинство та юність провів у Михальчові біля Нового Сонча. Навчався у 1-й середній школі в Новому Сончі.
У жовтні 1875 року розпочав службу у 20-му Галицькому піхотному полку в Кракові, після чого навчався в Піхотній кадетській школі у Відні. 18 серпня 1878 року завершив навчання та вступив до лав Імператорської та Королівської армії (австро-угорської).
Служив у низці піхотних частин:
20-й галицький піхотний полк (Краків, Новий Сонч),
28-й чеський піхотний полк у Празі, у 1891–1892 роках командував ротою,
98-й чеський піхотний полк у фортеці Йозефов (нині Йозефов, Чехія) як командир 2-го батальйону в Градець-Кралове (нім. Königgrätz).
У вересні 1904 року його перевели до 13-го Галицького піхотного полку в Кракові, де він став командиром 2-го батальйону, а згодом – 1-го. 1908 року з батальйоном був відправлений до Мостара, а  1910 року повернувся до Бєльська. 1 листопада 1910 року він очолив полк, а 1 липня 1911 року вийшов у відставку у званні полковника.
6 серпня 1914 року, з початком Першої світової війни, у Кракові добровольцем вступив до Польських легіонів, приєднавшись до мобілізації краківського «Сокола» разом з Владиславом Турським. Він організував та очолив 2-й піхотний полк. З 2 січня 1916 року командував групою Польських легіонів у Козеніце, а з 24 грудня 1916 року – 3-ю бригадою Польських легіонів. З 24 квітня 1917 року по 15 лютого 1918 року командував Польським допоміжним корпусом. Після Брестського миру був інтернований австрійською владою в таборах Хуста та Марамуреш-Сигета.
8 листопада 1918 року вступив до Польської армії у званні генерал-майора. Воював у польсько-українській війні, зокрема, обороняв Львів та Перемишль. З 13 квітня 1919 року командував 3-ю піхотною дивізією легіонів. З 17 серпня 1919 року – командувач Генерального округу «Познань». Під час польсько-більшовицької війни очолював 3-тю армію. 21 квітня 1920 року затверджений генерал-лейтенантом (зі старшинством від 1 квітня 1920 року) у групі офіцерів колишніх Польських легіонів.
22 вересня 1920 року був призначений командувачем Генерального округу «Помор’я» в Торуні з 1 жовтня 1920 року. Після реорганізації командних структур став командиром корпусного округу № VIII у Торуні. Указом від 22 вересня 1922 року, за власним проханням, Юзеф Пілсудський відправив його у відставку з 1 січня 1923 року з правом носіння форми та на знак визнання заслуг присвоїв звання генерал-лейтенанта.
Помер 11 квітня 1925 року в Кракові. Похований 14 квітня 1925 року на Раковицькому цвинтарі в Кракові, ділянка 67.
Зигмунт Зелінський був одружений із Юзефою (народилася 29 грудня 1870 року в Тарнові, померла 1 березня 1958 року в Кракові), донькою Владислава Людвіка Юзефа Каласанти Оніча (1837–1900) та Валерії Антоніни Катажини Якс-Рожен (1839–1919). Валерія була однією з трьох дочок Болеслава Августа Гіларі Якс-Рожна. Подружжя мало трьох дітей: Юзефа (нар. 24 січня 1898, помер 15 вересня 1898), Яна (нар. 1893) та Владиславу (1900–1990).

## Карьєра
- Прапороносець (Fähnrich) – 18 серпня 1878
- Лейтенант (Leutnant) – 01.11.1878
- Лейтенант (Oberleutnant) – 01.11.1883
- капітан (гауптман) – 1 листопада 1890 року
- майор (майор) – 1 листопада 1902 року
- Підполковник (Oberstleutnant) – 01.11.1907
- Полковник (Оберст) – 2 грудня 1910 р. [10]
- Генерал-майор (генерал-майор) – 01.11.1917
- Генерал-лейтенант – 1920
- Генерал-лейтенант – 22 вересня 1922 року, станом на 1 січня 1923 року

## Ордени та нагороди
- Орден Білого Орла – 11 липня 1921 року «за видатні заслуги перед Республікою Польща в галузі військово-організаційної та бойової діяльності» [3] [11]
- Командорський хрест Військового ордену Virtuti Militari № 4 – 24 листопада 1922 р. [12] [13]
- Срібний хрест Військового ордену Virtuti Militari № 60 – 15 березня 1921 р. [14] [15] [4] [13]
- Хрест Незалежності – посмертно 12 травня 1931 року «за працю у відновленні незалежності» [5][6]
- Хрест Хоробрих – чотири рази (вперше у 1921 році)
- Командорський хрест ордена Почесного легіону – 12 лютого 1922 року [16]
- Лицарський хрест Ордена Леопольда з бойовими нагородами та мечами — 26 червня 1917 року «на знак визнання хороброї та ефективної поведінки перед ворогом  » [17]
- Лицарський хрест Ордена Залізної Корони 3-го класу з бойовими нагородами та мечами [18]
- Хрест «За військові заслуги» з бойовими нагородами та мечами [18]
- Хрест «За військові заслуги» – 1910 [10]
- Бронзова медаль «За військові заслуги» на червоній стрічці
- Хрест за 25 років військової служби для офіцерів
- Бронзова ювілейна пам'ятна медаль Збройних сил та жандармерії
- Військовий ювілейний хрест

## Вшанування
30 квітня 1995 року в Кракові, в монастирі капуцинів Лоретанської каплиці, було відкрито бюст генерала.
18 жовтня 2007 року на фасадній стіні багатоквартирного будинку за адресою вул. Гарнцарська, 4 у Кракові, де жив генерал Зигмунт Зелінський, було відкрито пам'ятну дошку. У 2014 році сусідній сквер на перетині вулиць Юзефа Пілсудського, Гарнцарської та Венеціанської було названо на честь Зигмунта Зелінського.
10 листопада 2013 року в його рідному місті Жешотарі було відкрито меморіальну дошку на його пам'ять та на пам'ять героїв Січневого повстання: Павла Арістомена Зелінського та двоюрідних братів і сестер Желеховських.

## Виноски
1. 1 2 3 4 5 6  CAW sygn. akt I.120.1.307 s. 3.
2. 1 2  Dz. Rozk. Wojsk. Nr 87 z 3 września 1919, poz. 3022.
3. 1 2  Dekret Naczelnika Państwa o nadaniu odznak orderu Orła Białego (PDF). Monitor Polski. Warszawa. 155: 1. 12 липня 1921..
4. 1 2  Kartoteka personalno-odznaczeniowa. Wojskowe Biuro Historyczne..
5. 1 2  M.P. z 1931 r. nr 111, poz. 163.
6. 1 2  Kartoteka personalno-odznaczeniowa. Wojskowe Biuro Historyczne..
7. 1 2  Przegląd Historyczny. Wydawnictwo DiG I. Dacka-Gorzynska, S. Gorzynski Sp.J.
8. 1 2  Schematismus, 1911.
9. ↑  Kolekcja GiO, s. 3.
10. ↑  Dz. Pers. MSWojsk., Nr 55 z 14 grudnia 1922, s. 907.
11. 1 2  Kolekcja GiO, s. 1.
12. ↑  Polak (red.), 1991.
13. ↑  Dz. Pers. MSWojsk., Nr 13 z 2 kwietnia 1921, s. 607.
14. ↑  Dz. Pers. MSWojsk., Nr 8 z 1 kwietnia 1922, s. 249.
15. ↑  Odznaczenie. Czas. Kraków. 305 (poranne): 1. 5 липня 1917.
16. 1 2  Ranglisten des Kaiserlichen und Königlichen Heeres 1918. library.hungaricana.hu (нім.). с. 51.
17. 1 2  Popiersie generała. Gazeta Wyborcza nr 102 (1538), Kraków 2 maja 1995